# Конституционный референдум в Уругвае (2019)
Конституционный референдум в Уругвае прошёл 27 октября 2019 года одновременно со всеобщими выборами. Предложенные конституционные поправки создавали Национальную гвардию, запрещали досрочное освобождение за определённые тяжкие преступления; вводили пожизненное наказание за изнасилование, сексуальное насилие, убийство несовершеннолетних или взрослых при отягчающих обстоятельствах; разрешали ночные полицейские рейды. Предложения были отклонены 53 % голосов избирателей.

## Предвыборная кампания
Ни один из кандидатов в президенты не поддерживали конституционные поправки, которые были предложены сенатором Хорхе Ларраньяга. Однако несколько оппозиционных кандидатов предлагали аналогичные меры с целью поддержания общественной безопасности.

## Результаты
Избиратели, участвующие в всеобщих выборах, могли взять бюллетень в пользу предложенной поправки и приложить его к своим избирательным бюллетеням в своих конвертах или не делать этого. Только наличие (или нет) бюллетеня «да» было зарегистрировано в качестве поданного голоса. Таким образом, недействительные голоса были невозможны.
Чтобы предложение считалось одобренным, оно должно было получить абсолютное большинство голосов «за» и быть поддержано по менее 35 % зарегистрированных избирателей. Голосование за конституционные поправки получило необходимый кворум, но не набрало большинство голосов «за». Общее количество зарегистрированных избирателей, использованных для расчёта явки на референдум, несколько отличалось от количества зарегистрированных избирателей на выборах, состоявшихся в тот же день, поскольку некоторые иностранные граждане со значительным периодом проживания могли голосовать на выборах, но не могли участвовать в референдумах.
| Выбор                               | Голоса    | %     |
| ----------------------------------- | --------- | ----- |
| За                                  | 1 139 433 | 46,83 |
| Против                              | 1 293 931 | 53,17 |
| Всего                               | 2 433 364 | 100   |
| Зарегистрированных избирателей/Явка | 2 699 463 | 90,14 |
| Источник: Corte Electoral           |           |       |